# La Alianza Protectora de los Pueblos
La Alianza Protectora de los Pueblos era una publicació editada a Igualada l'any 1884, que pretenia sortir “los días 5, 10, 15, 20, 25 y 30 de cada mes”, segons consta en l'encapçalament.

## Descripció
Portava el subtítol “Periódico proteccionista de las ligas de contribuyentes de Rubí, Esparraguera, Piera, Bruch y Capellades, Igualada, Cervera, Rivera de Sió y Solsona, Agramunt, Pons, Oliana y Orgañá, Seo de Urgel y Valles de Andorra”.
La redacció i l'administració eren al carrer de Bona Nova, núm. 3, d'Igualada i s'imprimia a “El Porvenir”, al carrer de Tallers de Barcelona.
En van sortir 10 números. El primer es va publicar el 15 d'abril de 1884 i el darrer portava la data de 8 de juny del mateix any. El seu format era de 44 x 32 cm i tenia quatre pàgines a tres columnes.

## Continguts
Era un periòdic que donava informació sobre temes comercials i econòmics. “Tracta temes com la crisi econòmica, el valor de l'or, els arbitris de consum, els transports, etc. A part dels articles cal destacar les notícies i comentaris curts sobre comerç i banca”.
El director i fundador va ser Tomàs Martí i Vidal. Signaven també Martí i Tomàs (probablement el mateix director) i una persona amb el pseudònim Diab blo.

## Localització
- Biblioteca Central d'Igualada. Plaça de Cal Font. Igualada (números 1, 2 i 10)